# 유호 (율향경후)
유호(劉護, ? ~ ?)는 전한 후기의 제후로, 동평사왕의 아들이다.

## 생애
홍가 원년(기원전 20년), 율향후(栗鄕侯)에 봉해졌다. 시호를 경(頃)이라 하였고, 작위는 아들 유현성이 이었다.

## 출전
- 반고, 《한서》 권15하 왕자후표 下

## 가계
- 동평사왕 유우
  - 율향경후 유호
    - 율향후 유현성
    - 금향후 유불해
    - 평통후 유단
    - 서안후 유한
    - 호향후 유개
    - 중향후 유소백

| 선대 (첫 봉건) | 전한의 율양후 기원전 20년 4월 신사일 ~ ? | 후대 아들 유현성 |